# Étienne Noël
Pour les articles homonymes, voir Noël (homonymie).
Étienne Noël, né dans le Bassigny (en Champagne) le 29 septembre 1581 et mort à La Flèche le 16 octobre 1659, est un jésuite, théologien catholique et grammairien français.
Il est surtout resté fameux pour la polémique qui l'opposa à Blaise Pascal entre octobre 1647 et l'été 1648 à propos des expériences de ce dernier sur le vide.

## Biographie
Entré au noviciat de Verdun le 17 septembre 1599, au collège de Pont-à-Mousson en 1603, professeur de grammaire à Rouen en 1605/06, Étienne Noël fut affecté au collège royal de La Flèche en 1606. Il y enseigna huit ans la philosophie, puis cinq ans la théologie (René Descartes fut élève dans ce collège de 1607 à 1614 et eut le père Noël comme repetitor philosophiæ en 1611/12).
Il fut ensuite successivement recteur des collèges d'Eu, de La Flèche en Sarthe, puis de Paris (le collège de Clermont), vice-provincial de la Compagnie, et finit sa vie à La Flèche.

### Avec Descartes
Adrien Baillet, dans sa Vie de M. Descartes, parle de l'« amitié » de Descartes avec le père Noël, avec lequel il aurait été en rapport : « Le père Noël, quoique péripatéticien de profession, n'était pas fort éloigné des sentiments de M. Descartes ». Deux lettres du philosophe de 1637 (l'une datée du 14 juin, l'autre du 3 octobre) seraient adressées à Noël : la première accompagne l'envoi du volume contenant le Discours de la Méthode et les trois Essais (paru le 8 juin), la seconde réagit à la réponse, apparemment bienveillante, du religieux. Dans une lettre au père Mersenne du 23 novembre 1646, le philosophe fait un bref commentaire favorable du Sol flamma de Noël.

### Avec Pascal
Après ses expériences de 1646/47 sur le vide, Pascal en publia un bref exposé intitulé Expériences nouvelles touchant le vide (Paris, Pierre Margat, 8 octobre 1647). Le père Noël, qui était alors recteur du collège de Clermont, lui adressa une lettre (reçue par Pascal entre le 20 et 25 octobre), où il prétendait par plusieurs raisons démontrer l'inexistence du vide. Le jeune savant répondit longuement le 29 octobre, et Noël réagit par une seconde lettre, également très développée, début novembre. Pascal ne répondit pas à cette lettre, et s'en expliqua en écrivant au mathématicien Jacques Le Pailleur en février ou mars 1648 : il analyse les deux textes du jésuite, et y trouve des présuppositions gratuites et des incohérences. C'est Étienne Pascal, père du savant, qui répondit directement à Noël en avril ou mai, lui reprochant le ton ironique et peu scientifique qu'il avait adopté (notamment dans l'opuscule de 67 pages qu'il avait publié en janvier, avec son titre humoristique Le Plein du Vide et une métaphore anthropomorphique de la Nature « en procès » et « accusée de vide »). La querelle fut tranchée par la fameuse expérience du Puy de Dôme, qui eut lieu le 19 septembre 1648. Cette polémique fut l'occasion pour Pascal de définir précisément sa conception de la méthode scientifique,. Dans la lettre de Pascal à Étienne Noël, considérée comme un chef-d'œuvre littéraire et scientifique, figure en effet un des principes fondateurs de la méthode scientifique au XVIIe siècle :
« Pour montrer qu’une hypothèse est évidente, il ne suffit pas que tous les phénomènes la suivent ; au lieu de cela, si elle conduit à quelque chose de contraire à un seul des phénomènes, cela suffit pour établir sa fausseté. ».
Le père Noël se reconnaît d'ailleurs convaincu par la démonstration de Pascal, et lui répond « Votre objection m'a fait quitter mes premières idées ». Cependant son traité Le Plein du vide paraît en mai 1648, sans qu'il en ait relu les épreuves ni intégré les remarques de Pascal.

## Œuvres imprimées
- (la) Aphorismi physici, seu Physicæ peripateticæ principia breviter ac dilucide proposita, La Flèche, 1646.
- (la) Sol flamma, sive Tractatus de sole, ut flamma est, ejusque pabulo, Paris, 1647.
- Le Plein du Vuide, ou le corps dont le vuide apparent des expériences nouvelles est rempli trouvé par d'autres expériences, confirmé par les mesmes et démonstré par raisons physiques, Paris, 1648.
- (la) Physica vetus et nova, Paris, 1648.
- (la) Interpres naturæ sive Arcana physica septem libris comprehensa, La Flèche, 1653.
- (la) Examen logicarum, La Flèche, 1658.